# Denis Phan
Denis Phan, né en janvier 1954  est un économiste français, ancien élève de l'ENSPTT et administrateur des PTT, spécialiste de la méthodologie des modèles basés sur des agents (en) et de la simulation de systèmes complexes en sciences économiques et sociales.

## Biographie
Après avoir exercé des activités dans la musique dans la seconde moitié des années soixante-dix, Denis Phan a étudié l'histoire et l'économie à l'Université Paris I Panthéon-Sorbonne. Il est entré dans l'administration en 1983, et a été reçu au concours de l'École nationale supérieure des postes et télécommunications (ENSPTT) en 1988. Après sa scolarité à l'ENSPTT et à L'ENA (promotion Jean Monnet 1990), il a été affecté à la Direction de la Stratégie de France Télécom, puis, de 1993 à 2004, il a été enseignant chercheur, à l'ENST de Bretagne (maintenant École nationale supérieure Mines-Télécom Atlantique Bretagne Pays de la Loire), où il a travaillé sur l'économie des télécommunications, de l'informatique et de la régulation (Dang Nguyen, Phan, 2000). De 2004 à 2020, il a été détaché au CNRS où ses recherches se sont portées sur l'économie cognitive et la simulation par Système multi-agents de systèmes complexes en Sciences humaines et sociales (SHS) (Amblard, Phan, 2006, Phan Amblard, 2007), puis sur la méthodologie et l'ontologie des ’’modèles à base d'agents’’ (en) en SHS (Phan, 2014)

### Producteur de disques et de spectacles "Folk" (1975-1979)
Entre 1975 et 1978, Denis Phan exerce des activités comme agent, producteur, organisateur de concerts, tournées et festivals en France (folk & bluegrass),.
Il a produit 5 disques associant des musiciens de bluegrass français et américain : Les quatre premiers pour le label Cezame: Banjo Paris Session vol.1 (1975 : CEZ 1005) & vol.2 (1978 : CEZ 1041, Christian Seguret with Bluegrass Friends (1977 : CEZ 1035), Jean Marie Redon, Banjoistiquement Votre... (1979 CEZ 1049)) et un pour le label Hexagone, comme assistant producteur : Bill Keith et Jim Collier (1979, HEX 883.020).
Ces disques réunissent des musiciens de Bluegrass américains (comme Bill Keith, Jim Rooney, Wendy Miller & Mike Lilly (en), David Grisman & Tony Rice ou encore Tony Trischka (en) et des musiciens français comme Christian Seguret, Jean Marie Redon ou Pierre Bensusan, pour lesquels Denis Phan organise des tournées, concerts et stages de musique, ainsi que les Festivals de Courville-sur-Eure en juillet 1977,. et juillet 1978,.

### Formation initiale et continuée, parcours professionnel
Denis Phan reprend des études dans les années 1980s à l'Université Panthéon-Sorbonne où il obtient une maîtrise en histoire (1983) puis en économie (1984), suivie d'un DEA en histoire de la pensée économique (1985).
Il est ensuite auditeur en formation continue à l'INSEE au Centre d'Études de Programmes Economiques (CEPE) et à l'École nationale de la statistique et de l'administration économique(1986-1989),.
Entré dans l'administration des Postes & Telecommunication en 1983, il a enseigné les statistiques, le management et la bureautique à l'Institut National de Gestion de la Poste (1983-1988), puis a passé le concours de l'École nationale supérieure des postes et télécommunications (ENSPTT). De 1989 à 1991 il a été élève administrateur de cette École, qui comprend alors une scolarité à l'ENA (promotion Jean Monnet 1990)
En 1992-1993, il a exercé les fonctions d'analyste à la direction de la prospective et de la planification de France Télécom (maintenant Orange). De 1993 à 2004, il est détaché comme Maître de Conférence à l'École nationale supérieure des télécommunications de Bretagne (ENST) (maintenant Institut Mines Telecom Atlantique).
En 2002, il soutient une thèse d'économie à l'Université d'Orléans. À partir de 2004, il est détaché au CNRS, d'abord comme chargé de recherches au CREM à Rennes jusqu'en 2006 puis comme Ingénieur de recherche au : Groupe d'étude des Méthodes de l'Analyse Sociologique de la Sorbonne (GEMASS), de 2006 à sa retraite en 2020.

## Contributions scientifiques

### Économie industrielle des technologies de l'information et de la communication, Économie publique.
Entre 1992 et 1993, alors qu'il est analyste à la Direction Générale de France Télécom, il co-anime avec les économistes Eric Brousseau et Pascal Petit un groupe de travail sur La mutation des télécommunications des industries et des marchés (travaux publiés en 1996 sous ce titre aux éditions ENSPTT-Economica). Selon Fututibles « Cet ouvrage collectif, qui regroupe les contributions d'économistes et de gestionnaires, permet d'éclairer les débats qui portent, d'une part, sur l'économie du secteur des télécommunications et, d'autre part, sur les conséquences du déploiement des technologies de l'information dans l'économie et la société ». L'ouvrage analyse la mondialisation des télécommunications à la fin du XX° siècle, où de nombreux concurrents coopèrent ou se concurrencent ; « Une part croissante d'activités d'intermédiation (banque, assurance, distribution, etc.) voient ainsi leur fonctionnement bouleversé : de nouveaux modèles organisationnels aménageant la flexibilité et permettant un partage des compétences et des connaissances s'avère nécessaire. Sur le plan politique, il devient indispensable de créer un cadre institutionnel qui maintienne la cohérence du système mondial de communications tout en évitant d'entraver l'innovation et de multiplier les rentes de situation ».
Durant sa période à l'École Nationale Supérieure des Télécommunications de Bretagne, ses travaux portent principalement sur l'économie industrielle des technologies de l'information et de la communication (TIC). Le plus souvent les thèmes traités sont publiés à la fois en français et en anglais. Il s'agit par exemple de l'analyse de l'ouverture à la concurrence dans les télécommunications au Royaume Uni et "Competition in the British Telephony Market", des changements structurels dans ce secteur en Europe centrale, ou encore des relations équipementiers-opérateurs de télécommunications, analysées par la théorie des coûts de transaction.
D'autres publications portent plus largement sur les changements paradigmatiques à l'œuvre avec les TIC, avec la numérisation et les apprentissages cognitifs et organisationnels associés, ou encore La Société de l'Information, ses performances économiques et ses implications sociales. Ces contributions contribuent à une réflexion sur les grandes lignes autour desquelles se met en place une "société de l'information" avec ses conséquences sur l'emploi, et l'organisation : des entreprises : « Le point de vue adopté offre une vision élargie du concept et favorise l'observation de la transition vers une "société de l'information", grâce à des perspectives complémentaires, telles que l'étude de la tertiarisation des activités et de l'accumulation des informations, des connaissances et des savoirs ». Une dernière vague de travaux de la période porte sur la diffusion des « logiciels libres » liés à l'expansion de l'Internet, qu'il a favorisé et dont il a profité.
Avec la déréglementation de la fin du XX°siècle, des questions d'économie publique se posent et en particulier avec la discussion entre le service universel des télécommunications (définit par la Commission européenne) et le service public à la française, au périmètre plus large. Un article sur le sujet, initialement publié dans Sciences de la Société en 1997 est repris en 1998 dans Problèmes économiques, la revue d'information économique et sociale de La Documentation française.
Dans ce domaine de l'économie publique, Denis Phan co-organise, avec des économistes de l'Université de Bretagne-Occidentale (UBO), cinq conférences en Économie Publique Appliquée entre 1995 et 1999, dont la dernière session donne lieu à la publication d'un dossier spécial dans la revue Économie & Prévision.
L'ouvrage : Économie des Télécommunications et de l'Internet, co-écrit avec Godefroy Dang Nguyen, constitue d'une certaine manière une synthèse des connaissances de cette période. Issu d'un cours dispensé aux élèves-ingénieurs des télécommunications, mais destiné à un plus large public, cet ouvrage replace « les développements récents dans leur contexte historique et analysent les enjeux de la compétition et de la régulation » ; pour Yves Mamou, du Monde, l'ouvrage est « un peu technique, mais c'est le sujet qui l'exige ». Après cent ans de monopole sur les services des télécommunications, l'ouvrage adopte d'abord une perspective historique : « les deux auteurs mesurent, grâce à de nombreux rappels historiques bienvenus, le chemin parcouru jusqu'à aujourd'hui. L'ouvrage analyse aussi l'enjeu économique des technologies de l'information et de la communication et montre notamment que la guerre des prix ne fait que commencer ».

### Modèles à base d'agent et simulation par systèmes multi-agents en sciences humaines sociale
Dans les années 2000, Denis Phan participe au programme de recherche de l'économie cognitive, en particulier à l'occasion de sa thèse où il co-développe avec l'informaticien Antoine Beugnard une plate-forme de simulation multi agents : Moduleco. L'objectif est d'étudier les marchés vu comme systèmes sociaux interactif et cognitif complexe. Il présente un atelier sur les modèles basés sur des agents à l'école CNRS de Porquerolles sur l'économie cognitive de 2001, et y consacre un chapitre intitulé  « "From Agent-Based Computational Economics towards Cognitive Economics" » dans l'ouvrage de synthèse sur l'économie cognitive, tiré de cette école de chercheurs par Paul Bourgine et Jean-Pierre Nadal en 2004. Ce travail souligne l'intérêt de la modélisation et de la simulation à base d'agents pour l'exploration in silico des caractéristiques dynamiques des marchés considérés comme des systèmes interactifs sociaux complexes et cognitifs. La modélisation et à base d'agents est aussi présentée comme un candidat pour une formalisation conjointe des deux programmes de l'économie cognitive : le programme cognitiviste, fondé sur les anticipations, les croyances et les raisonnements individuels et le programme évolutionniste dont l'objectif est de rendre compte des processus d'apprentissage collectifs.
En septembre 2005, Frederic Amblard et Denis Phan ont co-organisé une École de chercheurs CNRS à Porquerolles : Modélisations et simulations multi-agents de systèmes complexes pour les Sciences de l’Homme et de la Société : principes et méthodes de conception et d’usage dont ils ont tiré un ouvrage collectif publié en 2006. Yves Guermond propose une recension détaillée de cet ouvrage dans la revue Natures Sciences Sociétés en 2008
« Voici un ouvrage collectif que les chercheurs de sciences humaines et sociales ne pourront plus ignorer.
Issu d’une école thématique du CNRS, tenue dans le cadre du programme Systèmes complexes et SHS, l’ouvrage présente avec simplicité et précision les concepts et les outils maintenant à la disposition des chercheurs, en commençant par définir le « système complexe » comme un ensemble composé d’un grand nombre d’entités en interaction. Ces interactions entre les sous-systèmes élémentaires peuvent faire émerger des propriétés au niveau global qui n’existaient pas aux niveaux inférieurs. C’est tout l’intérêt des approches multi-agents. « L’agent » est un processus informatique qui est capable d’agir dans son environnement, de percevoir cet environnement, de communiquer avec d’autres agents, d’être éventuellement mû par des tendances internes, de se conserver et de se reproduire, et d’avoir un comportement autonome. Selon les capacités qui leur sont attribuées, les agents sont ainsi de simples « agents réactifs » ou des « agents cognitifs », dotés de formes de rationalité plus sophistiquées. »
Cette école nationale de chercheurs a été suivie d'une école internationale : « Agent Based Models for Spatial Systems in Social Sciences & Economic Science with Heterogeneous Interacting Agents (ABM–S4–ESHIA) », à La Londe les Maures, en septembre 2007, co-organisé par Denis Phan, Arnaud Banos et Enrico Scalas et présidée par la géographe Denise Pumain et l'économiste Alan Kirman Une version anglaise augmentée de: (Amblard, Phan, 2006) a été publiée à cette occasion (Phan, Amblard, 2007). Pour Magda Fontana (Université de Turin): Ce dernier ouvrage « témoigne des progrès significatifs que les modélisateurs multi-agents ont réalisés au cours de la dernière décennie dans la "compréhension de leurs créations" - pour paraphraser le titre de l'article de 1994 d'Axtell et Epstein (Axtell et Epstein, 1994) -, dans le raffinement de le concept d'agent, dans la définition du concept glissant de propriétés émergentes, dans l'évaluation des performances des modèles et dans leur comparabilité. Toutes ces questions sont traitées dans le livre (..) Le livre dans son ensemble offre de nombreuses idées remarquables qui peuvent être fructueuses pour les débutants comme pour les praticiens expérimentés ».

### Modèle GNP avec Influence sociale, complexité
Dans l'ouvrage de synthèse de l'école CNRS de Porquerolles (2001) sur l'économie cognitive, publié en 2004 par Paul Bourgine et Jean-Pierre Nadal, on trouve un chapitre co-signé par Denis Phan avec les physiciens Jean-Pierre Nadal et Mirta Gordon intitulé : « "Social Interactions in Economic Theory: an Insight from Statistical Mechanics" » Celui-ci porte sur l'apport de la mécanique statistique pour les modèles de choix économiques avec interactions (influence) sociales, en particulier grâce aux les travaux de Steven Durlauf (en). Ce travail collectif a pu se poursuivre dans le cadre incitatif de l'action concertée (CNRS/Ministère de la recherche) systèmes complexes pour Sciences Humaines et Sociales. Dans ce cadre, ces trois chercheurs ont participé à l'organisation de l'École CNRS de Chercheurs d'Agay (2004) systèmes complexes appliqués aux sciences Humaines et Sociales et au projet ELICCIR, dirigé par Henri Berestycki, assisté par Denis Phan.
Plusieurs travaux issus de ce projet ont été publiés par les trois auteurs, en particulier « "Multiple equilibria in a monopoly market with heterogeneous agents and externalities" » dans la revue Quantitative Finance en 2005 (avec le physicien Jean Vannimenus) et l'article général: « "Discrete Choices under Social Influence, Generic Properties" » en 2009 dans Mathematical Models and Methods in Applied Sciences (M3AS) (avec Viktoriya Semeshenko).
La philosophie générale de cette coopération interdisciplinaire est exposée dans l'article "À propos du sens des modèles à base d’agent avec interactions complexes en économie", publié par Denis Phan en 2019 dans la Revue de Philosophie Economique. La classe de modèles développés par Gordon, Nadal et Phan (GNP) partage des propriétés mathématiques communes avec une autre classe de modèles de choix individuels avec influence sociale développée précédemment par Steven Durlauf (en) et co-auteurs (DB). Ces deux classes sont au niveau d'ensemble du système des modèles d'Isings (un modèle de physique statistique qui permet d'étudier des phénomènes caractérisés par des interactions locales de particules à deux états (par exemple ferromagnétisme). Par contre, ces deux approches utilisent des hypothèses économiques comportementales différentes au niveau des choix individuels : les modèles de Durlauf et co-auteurs diffèrent de ceux de GNP par la nature du désordre : « d’un côté, le caractère aléatoire de la fonction de choix (BD) ; de l’autre, l’hétérogénéité des préférences des agents (GNP). Plus spécifiquement, pour (BD), la partie déterministe des préférences individuelles est identique pour tous les agents et l’hétérogénéité entre agents provient d’un terme aléatoire. Au contraire, pour (GNP), les agents sont hétérogènes relativement à des préférences idiosyncrasiques fixes (hi), et il n’y a pas de terme additif stochastique. »
Les mécanismes à l’œuvre formalisent des exemples bien connus en économie (Schelling, Becker) ou en sociologie (Granovetter), lorsque le choix des agents dépend du choix des autres agents. Dans les deux cas, pour un niveau suffisamment élevé de l'influence sociale, on voit apparaitre deux équilibres avec faible ou forte particiation des agents. Une présentation pédagogique a été publiée par Mirta Gordon et Jean Pierre Nadal en 2005 dans la Revue Mathématiques et sciences humaines

### Émergence dans les systèmes multi-agents
Denis Phan a travaillé sur la problématique de l'émergence dans les systèmes multi-agents (SMA), avec trois collègues informaticiens : Jacques Ferber, Jean-Louis Dessalles et Jean Pierre Müller. Si l'on adopte une vision systémique basée sur des agents en interactions, une définition précise de l’émergence doit clairement identifier deux niveaux d’organisation : le processus considéré et l’observation de ce processus. Cette question de l’observation et de la détection du phénomène émergent a été proposée par Eric Bonabeau et Jean Louis Dessalles en 1977. Ils ont proposé une définition formelle de l'émergence comme une réduction de complexité dans l'observation du processus. Cette approche a été retenue dans les travaux suivant de Denis Phan et Jean-Louis Dessalles, complétés par la distinction faite par Jean Pierre Müller entre une émergence « faible », qui correspond à l’identification par un observateur extérieur d’une régularité spécifique dans le processus observé, et une émergence « forte » qui  correspond à une situation où il existe une rétroaction du processus d’observation sur le processus observé, comme l'observation par les conducteurs dans un système autoroutier de panneau d'information sur les bouchons existant, ce qui va modifier leur comportement. En 2014, Jacques Ferber et Denis Phan, ont fait le lien entre l'émergence dans les SMA et la problématique sociologique de l'effet des actions individuelles (agentivité) et des structures
On retrouve un écho de ces travaux dans les recensions des versions française et anglaise de l'ouvrage de recherche coordonné par Amblard et Phan (2006,2007).
Pour le géographe Yves Guermond : « Denis Phan analyse ensuite les modèles consacrés au rôle de l’influence sociale sur la formation d’opinions individuelles. En cas de « dissonance cognitive » entre les informations privées et publiques, les agents peuvent arbitrer en faveur du choix majoritaire de leur voisinage (..) Un phénomène « émergent » peut intervenir par une causalité rétroactive du niveau collectif sur le niveau individuel (downward causation). Dans cette « émergence forte », les agents sont partie prenante du processus, ils sont dotés d’une capacité d’observation et d’identification de certaines configurations du système dans lequel ils sont immergés : on dira alors que le système est constitué d’agents cognitifs. Pour rendre cette conceptualisation opérationnelle, il est nécessaire que les agents soient dotés de capteurs susceptibles d’identifier correctement les phé- nomènes. On parlera au contraire d’une émergence faible si l’observateur est extérieur au processus, par exemple un système d’observation du trafic routier qui peut « voir » émerger des phénomènes (bouchons, accidents). »
Pour Magda Fontana « dans « Growing artificial society » (Epstein et Axtell 1996 : 52), le concept d'émergence est flou : « il relie vaguement un comportement inattendu et des exigences minimales en termes de règles à l'apparition du phénomène macro d'intérêt. L'article de Dessalles-Muller-Phan (2007) passe en revue une partie de la littérature sur le sujet en se concentrant sur les implications méthodologiques (par exemple, l'émergence comme englobant à la fois le holisme et la version réductionniste de l'individualisme) et fournit ensuite - à travers l'analyse de deux modèles - les notions de formel et de quantitatif comme outils pour investiguer les liens entre les macro-patterns et la dimension cognitive des agents ». »

### Méthodologie, Épistémologie, Ontologie, pour les modèles agents en Sciences Humaines et Sociales
Les recherches les plus récentes de Denis Phan ont porté sur l'ingénierie de la modélisation, l'épistémologie, la méthodologie et l'ontologie des Modèles Basés sur des Agents en interaction (« Agent Based Models - ABM ») et de leur simulation informatique au moyen de Systèmes Multi Agents (« Multi-Agent Systems - MAS »), ainsi que sur les propriétés des systèmes complexes artificiels qui en résultent.
La version française de l'ouvrage de 2006 avec Frédéric Amblard contient une première collaboration avec le Philosophe Franck Varenne (« Concevoir et expérimenter : épistémologie dans une coquille de noix »). Celle-ci est plus développée sous forme de deux chapitres dans la version anglaise de (2007). La philosophe et historienne des sciences Anne-Françoise Schmidt rejoint Franck Varenne pour une version développée de la contribution précédente intitulée : « Epistemology in a nutshell: Theory, model, simulation and Experiment », à laquelle vient s'ajouter un chapitre centré sur les sciences sociales avec le sociologue Michel Dubois : « Philosophy of Social Science in a nutshell: from discourse to model and experiment ».
En 2010, Denis Phan et Franck Varenne ont publié un article dans le journal de référence du champ, le « JASSS » (Journal of Artificial Societies and Social Simulation (en)) intitulé « Agent-Based Models and Simulations in Economics and Social Sciences: from conceptual exploration to distinct ways of experimenting ». Cet article, traduit par Gilles Campagnolo, est publié en langue française en 2017 dans l'ouvrage : Philosophie économique un état des lieux, pour lequel il existe une recension par Marc Goetzmann : « Prenant acte de l’émergence dans les sciences sociales de l’utilisation de « simulations informatiques à base d’agents », et des problèmes méthodologiques qu’elles peuvent soulever, notamment dans contextes d’interdisciplinarité, [les auteurs] revisitent avec précision et finesse la vieille dichotomie entre théorie et expérience, en tentant de décrire la place occupée entre ces deux extrêmes par les modèles et les simulations. Le concept clef qui leur permet de rejeter le réalisme naïf comme le formalisme extrême est celui de « hiérarchie dénotationnelle » : c’est en effet selon eux dans les différents degrés de dénotation des symboles présents au sein des modèles et des simulations que l’on peut distinguer des niveaux d’abstraction conceptuelle et, à l’inverse, d’empiricité ».
De 2007 and 2010, Denis Phan a coordonné le projet ANR-CORPUS-COSMAGEMS (Corpus d’Ontologies pour les Systèmes Multi-Agents en Géographie, Économie, Marketing et Sociologie). Ce projet a donné lieu en 2014 à la publication d'un ouvrage de référence : Ontologies pour la modélisation par Agents in SHS.
Les principaux concepts introduits dans ce projet sont exposés dans un article publié en 2010 dans le Journal of Artificial Societies and Social Simulation (en) (JASSS) en collaboration avec le philosophe Pierre Livet, la géographe Lena Sanders et l'informaticien Jean Pierre Müller du CIRAD. La notion d'ontologie y est utilisée dans son sens informatique (sens informatique), mais aussi dans le sens de l'ontologie philosophique. La notion de « modèle » y est restreinte au système formel (syntaxique) qui le formalise. Le "sens" du modèle (sa sémantique) et de ses propriétés renvoient donc à l’ontologie qui lui est associée. Un modèle formel peut avoir plusieurs ontologies (i.e. plusieurs sémantiques). La question méthodologique qui se pose est alors : à quelles conditions une sémantique particulière pourrait prétendre avoir une pertinence et un pouvoir explicatif pour les phénomènes dont il s'agit de rendre compte. « La description d’une ontologie commune aux cadres conceptuels de l’économie, des ABM et des systèmes complexes peut être vu comme un dialogue conceptuel entre le modélisateur ABM et les autres disciplines (thématiques ou génériques), dans lequel l’ontologie joue un rôle dans la médiation qui vient objectiver (formaliser) le résultat de ce dialogue. La formalisation descriptive de l’ontologie est elle-même encadrée par les principes généraux de l’ontologie philosophique, mais aussi, plus spécifiquement par leur retranscription en ingénierie des connaissances par langages de description utilisés dans ce domaine »
Les méthodes ainsi développées pour la formalisation d'ontologies comme base de la modélisation en SHS ont été reprises dansdes projets de recherches ultérieurs, comme l'ANR-Syscom: (DyXi) Urban Collective Dynamics: Individual and Spatial Heterogeneitie dirigé par Jean-Pierre Nadal (2009-2012). et dans le projet ANR project "TransMonDyn" coordonné par Lena Sanders de 2012 à 2014.

### Animation de la recherche
Denis Phan a été Membre du Board of Editors du Journal of Economic Interaction and Coordination (JEIC)) de 2006 à 2019 et du comité des journées de Rochebrune, Rencontres interdisciplinaires sur les systèmes complexes naturels et artificiels de 2003 à 2019. Entre 2012 et 2016, il a coordonné un réseau de chercheurs autour du projet "MEO-SMASH : Méthodologie, Épistémologie, Ontologies pour les SMA en SHS", dans le cadre du "Réseau National Système complexe" (RNSC).

## Principales publications

### Livres
- Denis Phan (dir.), Ontologies pour la modélisation par Systèmes Multi-Agents en Sciences Humaines et Sociales, Pris, Hermes Science Publications & Lavoisier, 2014, 560 p. (ISBN 9782746232075).

- (en) Denis Phan (dir.) et Frédéric Amblard (dir.), Agent-Based Modelling and Simulation in the Social and Human Sciences, Oxford, The Bardwell Press, 2007, 448 p. (ISBN 9781905622016).

- Frédéric Amblard (dir.) et Denis Phan (dir.), Modélisation et simulation multi-agents pour les Sciences de l'homme et de la Société, Paris, Hermes Science Publications & Lavoisier, coll. « science informatique et SHS », 2006, 446 p. (ISBN 9782746213104).

- Godefroy Dang Nguyen et Denis Phan, Economie des télécommunications et de l'Internet, Paris, Economica, 2000, 162 p. (ISBN 9782717839937).

- Eric Brousseau (dir.), Pascal Petit (dir.) et Denis Phan (dir.), Mutations des Télécommunications des Industries et des Marchés, Paris, ENSPTT-Economica, 1996 (ISBN 9782717831023).

### Sélection d'articles scientifiques
- Denis Phan (2019) "À propos du sens des modèles à base d’agent avec interactions complexes en économie", Revue de Philosophie Economique Vol. 20(2), p. 181-220. DOI: 10.3917/rpec.202.0181« Lire en Ligne » (consulté le 16 septembre 2024)

- (en) Nathalie Bulle, Denis Phan (2017) "Can Analytical Sociology Do without Methodological Individualism?", Philosophy of the Social Sciences, 47 (6), p. 379-409. - « DOI: 10.1177/0048393117713982 »[59]

- Pierre Livet, Denis Phan, Lena Sanders (2014) « Diversité et complémentarité des modèles multi-agents en sciences sociales », Revue française de sociologie, 55-4, p. 689-729 - DOI: 10.3917/rfs.554.0689 « Lire en ligne », sur shs.cairn.info (consulté le 16 septembre 2024).

- (en) Denis Phan, Franck Varenne (2010) "Agent-Based Models and Simulations in Economics and Social Sciences: from conceptual exploration to distinct ways of experimenting", The Journal of Artificial Societies and Social Simulation, Vol 13 issue1 - « (en ligne) », sur jasss (consulté le 16 septembre 2024)

- (en) Pierre Livet, Jean-Pierre Müller, Denis Phan, Lena Sanders (2010) "Ontology, a mediator for Agent-Based Modeling in Social Science", The Journal of Artificial Societies and Social Simulation, Vol 13 issue 1 « (en ligne) », sur jasss (consulté le 16 septembre 2024).

- (en)Mirta B. Gordon, Jean-Pierre Nadal, Denis Phan and Viktoriya Semeshenko, 2009 “Discrete Choices under Social Influence: Generic Properties”, halshs-00135405, March 2007,Mathematical Models and Methods in Applied Sciences (M3AS)  Volume: 19, Supplementary Issue 1, August, p. 1441-1481. DOI : 10.1142/S0218202509003887 « lire preprint en ligne sur arxiv.org: » (consulté le 16 septembre 2024).

- (en) Jean-Louis Dessalles, Jacques Ferber, Denis Phan (2008) "Emergence in Agent based Computational Social Science: conceptual, formal and diagrammatic analysis" in Yang A, Shan Y., (Eds). Intelligent Complex Adaptive Systems, Idea Group Inc, pub., p. 255-299 -  (ISBN 9781599047171) - « DOI: 10.4018/978-1-59904-717-1.ch009 » (consulté le 16 septembre 2024).

- (en) Jean-Louis Dessalles, Jean-Pierre Müller, Denis Phan (2007) Emergence in multi-agent systems: conceptual and methodological issues in Phan, Amblard Agent Based Modelling and Simulations in the Human and Social Sciences, The Bardwell Press, Oxford  p. 327-356  (ISBN 9781905622016) « DOI: 10.4018/978-1-59904-717-1.ch009 » (consulté le 16 septembre 2024).

- (en) Jean-Louis Dessalles, Denis Phan (2005) "Emergence in multi-agent systems: cognitive hierarchy, detection, and complexity reduction part I: methodological issues", in Mathieu, Beaufils, Brandouy (eds.), Agent-Based Methods in Finance, Game Theory and their Applications, Series: Lecture Notes in Economics and Mathematical Systems, Vol. 564 Springer p. 147-161,  (ISBN 9783540285786) - « résumé sur halshs » (consulté le 16 septembre 2024).

- (en)Jean-Pierre Nadal, Denis Phan, Mirta B. Gordon and Jean Vannimenus, 2005 “Multiple equilibria in a monopoly market with heterogeneous agents and externalities”, Quantitative Finance 6, Vol.5, December, p. 557-568. doi: 10.1080/14697680500362346 « lire preprint version preliminaire en ligne » (consulté le 16 septembre 2024).

- (en) Denis Phan (2004) "From Agent-Based Computational Economics towards Cognitive Economics", in Bourgine P., Nadal J.P. eds. (2004) Cognitive Economics : An Interdisciplinary Approach, Springer Verlag p. 371-398 - « DOI: 10.1007/978-3-540-24708-1_22 »[60]